# Joely Richardson
Joely Kim Richardson (ur. 9 stycznia 1965 w Londynie) – angielska aktorka, dwukrotnie nominowana do Złotego Globu za rolę Julii McNamary w serialu Bez skazy.
Jest córką aktorki Vanessy Redgrave oraz reżysera i scenarzysty Tony’ego Richardsona, wnuczką aktorów Michaela Redgrave’a i Rachel Kempson, siostrą Natashy Richardson.

## Filmografia
- Szarża lekkiej brygady (The Charge of the Light Brigade, 1968) – niewymieniona w napisach
- Hotel New Hampshire (The Hotel New Hampshire, 1984) – kelnerka
- Wetherby (1985) – młoda Jean Travers
- Body Contact (1987) – kelnerka
- Wyliczanka (Drowning by Numbers, 1988) – Cissie Colpitts
- Bajarz (The Storyteller, 1988) – księżniczka
- Behaving Badly (1989) – Serafina
- Król Ralph (King Ralph, 1991) – Anna
- Zmierzając do domu (Heading Home, 1991) – Janetta Wheatland
- Córki Rebeki (Rebecca's Daughters, 1992) – Rhodri Hughes
- Światło w mroku (Shining Through, 1992) – Margrete Von Eberstein
- Kochanek Lady Chatterley (Lady Chatterley, 1993) – Lady Chatterley (miniserial)
- Siostro, moja siostro (Sister My Sister, 1994) – Christine
- Potyczki z Jeannie (I'll Do Anything, 1994) – Cathy Breslow
- Jak trzcina na wietrze (Hollow Reed, 1996) – Hannah Wyatt
- Loch Ness (1996) – Laura
- 101 dalmatyńczyków (101 Dalmatians, 1996) – Anita
- Ukryty wymiar (Event Horizon, 1997) – Starck
- The Echo (1998) – Amanda Powell
- Zmagania z aligatorami (Wrestling with Alligators, 1998) – Claire
- Na progu nieba (Under Heaven, 1998) – Eleanor
- Towarzystwo (The Tribe, 1998) – Emily
- Maybe Baby (2000) – Lucy Bell
- Patriota (The Patriot, 2000) – Charlotte
- Wróć do mnie (Return to Me, 2000) – Charlie Johnson
- Afera naszyjnikowa (The Affair of the Necklace, 2001) – Maria Antonina Austriaczka
- Klub tajemnic (Shoreditch, 2003) – Butterfly
- Upadły anioł (Fallen Angel, 2003) – Katherine Wentworth
- Bez skazy (Nip/Tuck, 2003-2010) – Julia McNamara (serial TV)
- Wallis i Edward (Wallis & Edward, 2005) – Wallis Simpson
- Lies My Mother Told Me (2005) – Laren Sims
- Ptasia grypa w Ameryce (Fatal Contact: Bird Flu in America, 2006) – doktor Iris Varnack
- Cudowne święta Jonatana  (2007) – Susan McDowell
- Freezing (2007) – Rachel
- Mimzy: mapa czasu (2007) – Jo Wilder
- Dynastia Tudorów (2007–2010) – Katarzyna Parr (serial TV)
- Dzień Tryfidów (film) (2009) – Jo Playton
- Dziewczyna z tatuażem (2011) – Anita Vanger
- Anonimus (2011) – młoda Królowa Elżbieta
- Między nami seksoholikami (2012) – Katie
- Red Lights (2012) – Monica Handsen
- Paganini: Uczeń diabła (2013) – Ethel Langham
- Akademia wampirów (2014) – Królowa Tatiana Ivashkov
- Miłość bez końca (2014) – Anne Butterfield
- Snowden (2015) – Janine Gibson
- Maggie (2015) – Caroline
- Upadli ('Fallen, 2016) – Pani Sophia
- The Time of Their Lives (2017) – Lucy
- Emerald City (2017) – Glinda (serial TV)
- Skok na Hatton Garden (The Hatton Garden Job, 2017) – Erzebet Zslondos
- Czerwona jaskółka (Red Sparrow[1], 2018) - Nina Egorova
- In Darkness (2018) – Alex
- The Aspern Papers (2018) – Miss Tina
- Świąteczny kac (2018) – Lyla
- The Rook (2018) – Linda Farrier (serial TV)
- Kolor z przestworzy (2019) – Theresa
- Guwernantka (2020) – Darla Mandell
- Gwiazdkowa randka mojego taty (2020) – Sarah
- The Lost Girls (2022) – Jane
- The Sandman[1] (2022) – Ethel Cripps (serial TV w postprodukcji)
- Kochanek Lady Chatterley (Lady Chatterley’s Lover) – pani Bolton